# Myrcia palustris
Myrcia palustris är en myrtenväxtart som beskrevs av Dc.. Myrcia palustris ingår i släktet Myrcia och familjen myrtenväxter. Inga underarter finns listade i Catalogue of Life.